# Šimon Drgáč
Šimon Drgáč (ur. 8 listopada 1892 w Mutěnicach, zm. 30 czerwca 1980 w Pradze) – czeski generał.

## Życiorys
Po egzaminie dojrzałości w gimnazjum klasycznym w Brnie krótko studiował na uniwersytecie papieskim Gregoriana w Rzymie.
W latach 1913–1914 służył jako ochotnik jednoroczny w wojsku austro-węgierskim.
Podczas I wojny światowej dostał się do niewoli na froncie włoskim i w latach 1917–1918 był tutaj oficerem Korpusu Czechosłowackiego.
Na początku lat 20. ukończył Wyższą Szkołę Wojskową w Pradze i w latach 1927–1928 kurs kryminologii na Fakultecie Pedagogicznym Uniwersytetu Karola w Pradze. Potem zdobył funkcję szefa wydziału wywiadowczego Ziemskiego Dowództwa Wojskowego w Koszycach (1925-27) oraz w Pradze (1927-29).
Stąd dostał się do korpusu dyplomatycznego. W latach 1929–1931 czechosłowacki attaché wojskowy we Francji, Belgii i Szwajcarii. Związane to było z działalnością szpiegowską.
Po powrocie do Czechosłowacji kontynuował karierę oficerską – szef Wydziału Nr 2 (wywiadowczego) Sztabu Głównego Wojska Czechosłowackiego (1934-36, jako pułkownik), dowódca pułku pieszego w Hranicach (1936-37) oraz naczelnik Sztabu Inspektoratu Generalnego Wojska Czechosłowackiego (1937-39).
Co było priorytetem generała Drgáča jako szefa wywiadu wojskowego? Możemy cytować część jego dopisku z dnia 18 czerwca 1934 r.:
“…Głównym usiłowaniem wywiadowczym jest zdobywanie doniesień o wojsku niemieckim i jego przygotowaniach wojennych…”
Słowa ta pokazują, iż już w 1934 r. przypuszczał, że największą groźbą dla Czechosłowacji nie jest Austria czy Węgry, no Niemcy. Dlatego założył Specjalną Ekipę Poszukiwawczą B i Specjalne Sprawozdanie Wywiadowcze – sekcję P-1. W 1935 r. prowadził rozmowy nawet z wywiadem radzieckim i miał bezsporną zasługę przy powstaniu wspólnej praskiej agencyjnej centrali czechosłowacko-radzieckiej „VONAPO 20” rok później.
Z marca do sierpnia 1939 r. sekretarz generalny jedynej legalnej partii Národní souručenství. Próbował ukryć oficerów wywiadu w różnych urzędach państwowych w Protektoratu Czech i Moraw, np. w urzędzie propagandowym czy w urzędach powiatowych na stanowiskach sekretarzy prasowych. Pod koniec sierpnia 1939 aresztowany przez Gestapo za udział w ruchu oporu i za poprzednią karierę w wywiadzie czechosłowackim, torturowany i do końca II wojny światowej trzymany w faszystowskich obozach koncentracyjnych.
W 1945 r. awansował na stopień generała (renominacja – 1 maja 1939 generał brygady i 1 maja 1944 generał dywizji) i kontynuował swoją karierę – komendant Akademii Wojskowej w Hranicach (1945-46), pierwszy podnaczelnik (1946-48), zastępca naczelnika (1948) i naczelnik (1948-50) sztabu głównego. Od 1947 generał korpusu i od 1949 generał armii.
W 1951 r. aresztowany przez czechosłowacką Służbę Bezpieczeństwa i trzy lata później skazany na 24 lata więzienia. W 1956 zwolniony i w 1963 r. rehabilitowany.

## Odznaczenia
- Krzyż Wojenny Czechosłowacki (1914–1918) – dwukrotnie
- Krzyż Kawalerski Orderu Virtuti Militari – „za udział we wspólnej walce z Niemcami” (1947, Polska Ludowa)[1]